# St John of God Hospital
El St John of God Hospital también conocido como el "Hospital de Mabessaneh", o el "Hospital católico San Juan de Dios" es un hospital situado en la localidad de Mabesseneh, en Lunsar, en el país africano de Sierra Leona. Está dirigido por los Hermanos Hospitalarios de San Juan de Dios, una organización católica internacional.
Se trata de un hospital no confesional con varios departamentos, algunos de los cuales son una parte común de la salud en Sierra Leona, como los pacientes ambulatorios, pediatría, médicos y de maternidad, además de otras como la de Emergencia, Cirugía, Farmacia y Microbiología.